# Andrena melaleuca
Andrena melaleuca är en biart som beskrevs av Pérez 1895. Andrena melaleuca ingår i släktet sandbin, och familjen grävbin. Inga underarter finns listade i Catalogue of Life.